# سلوی القطریب
سلوی القطریب (انگلیسی: Salwa Al Katrib؛ زاده ۱۷ سپتامبر ۱۹۵۳ درگذشته ۴ مارس ۲۰۰۹) یک خواننده اهل لبنان بود.